# Bun E. Carlos
Brad M. Carlson, más conocido como Bun E. Carlos (Rockford, Illinois, Estados Unidos, 12 de junio de 1950), es un baterista estadounidense, popular por su trabajo con el grupo de rock Cheap Trick y también por otras bandas que formó, como The Bun E. Carlos Experience y The Monday Night Band.
En el 2009 Carlos, junto a Taylor Hanson de la agrupación Hanson, James Iha de Smashing Pumpkins y Adam Schlesinger de Fountains of Wayne, formaron un supergrupo llamado Tinted Windows.

## Discografía

### Con Cheap Trick
- Cheap Trick (1977)
- In Color (1977)
- Heaven Tonight (1978)
- Dream Police (1979)
- All Shook Up (1980)
- One on One (1982)
- Next Position Please (1983)
- Standing on the Edge (1985)
- The Doctor (1986)
- Lap of Luxury (1988)
- Busted (1990)
- Woke up with a Monster (1994)
- Cheap Trick (1997)
- Special One (2003)
- Rockford (2006)
- The Latest (2009)